# المعهد العالي لإدارة المؤسسات بقفصة
المعهد العالي لإدارة المؤسسات بقفصة هي إحدى المؤسسات العليا التابعة لجامعة قفصة. وقد أنشئ في سبتمبر 2003.

## إحصائيات
طبقا لإحصائيات العام الدراسي 2007-2008 بلغ عدد طلبة المعهد العالي لإدارة المؤسسات بقفصة: 1690 من بينهم 1110 طالبة .

## وصلة خارجية
- موقع المعهد العالي لإدارة المؤسسات بقفصة.